# 2015年共和遊行

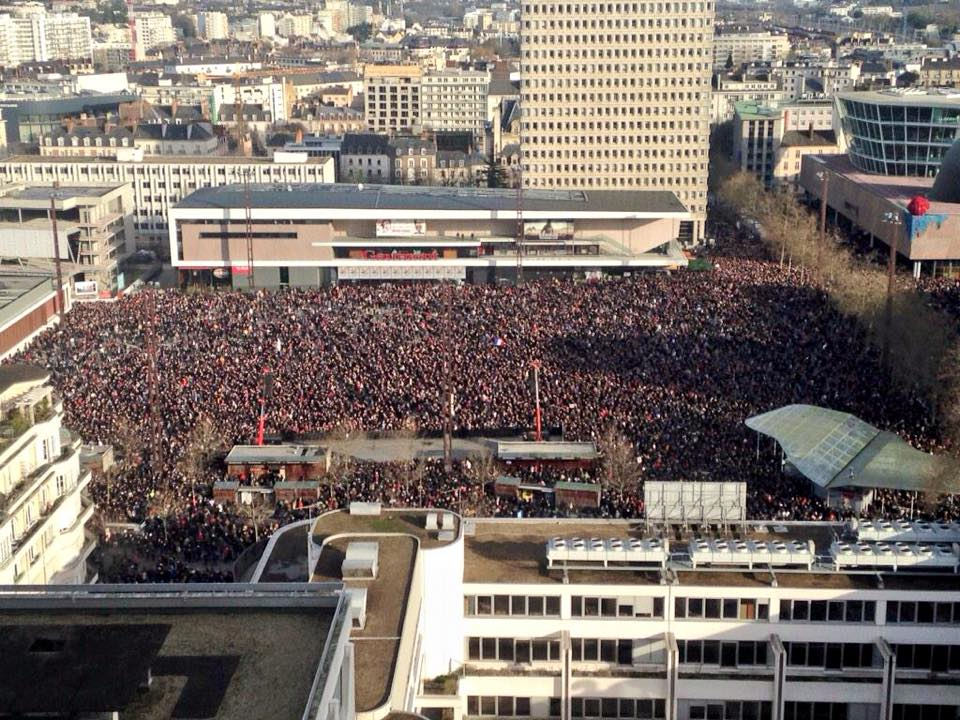
拍攝於雷恩，2015年1月11日

2015年共和遊行（法語：marches républicaines），是指在法國當地時間2015年1月10日至11日間，於各城市所舉辦的遊行，其中以巴黎共和廣場的規模最大。遊行的目的是為了聲援查理周刊总部枪击案、蒙魯日槍擊案和文森門脅持案的受害者，並為支持言論自由發聲。法國官員估計，此場遊行有超過370萬人參加，是自1944年二戰結束，慶祝巴黎被解放的大遊行後，法國規模最大的公眾集會。

## 參與領袖
法國總統弗朗索瓦·奥朗德、德國總理安格拉·默克爾、歐洲理事會主席唐納德·圖斯克、以色列總理本雅明·内塔尼亚胡、巴勒斯坦民族权力机构主席马哈茂德·阿巴斯等。

## 外部連結
- 维基共享资源上的相關多媒體資源：2015年共和遊行